# Tjark
Tjark ist eine friesische Variante des männlichen Vornamens Dietrich. Weitere Varianten sind Thiadric, Tiark, Tjerk, Thiark und Tyark.

## Herkunft und Bedeutung
Tjark oder Tjerk ist als eine friesische Form von Dietrich ein vorrangig in Ostfriesland und in den Niederlanden auftretender Vorname. Herkunft und Bedeutung entsprechen somit Dietrich (zu althochdeutsch diot „Volk“ und rīhhi „mächtig“). Für das 16. Jahrhundert ist auch Tyarck als weiblicher Vorname belegt (1525 in Hamswehrum).

## Namensträger
- TJARK, deutscher Sänger und Songwriter
- Tjark Bartels (* 1969), deutscher Politiker
- Tjark Bernau (* 1981), deutscher Schauspieler
- Tjark Ernst (* 2003), deutscher Fußballtorwart
- Tjark Evers (1845–1866), deutscher Seemann
- Tjark Kunstreich (* 1966), deutscher Publizist
- Tjark Müller (* 1993), deutscher Handballspieler
- Tjark Nagel (* 1952), deutscher Springreiter
- Tjerk Westerterp (1930–2023), niederländischer Politiker und Journalist